# Sakété
Sakété è una città situata nel dipartimento dell'Altopiano nello Stato del Benin con 114 207 abitanti (2013).